# Новостанкувата
Новостанкува́та — село в Україні, у Добровеличківській селищній громаді Новоукраїнського району Кіровоградської області. Населення становить 232 осіб.

## Історія
Під час Голодомору 1932—1933 років померло щонайменше 20 жителів села.

## Населення
Згідно з переписом УРСР 1989 року чисельність наявного населення села становила 279 осіб, з яких 127 чоловіків та 152 жінки.
За переписом населення України 2001 року в селі мешкали 232 особи.

### Мова
Розподіл населення за рідною мовою за даними перепису 2001 року:
| Мова       | Відсоток |
| ---------- | -------- |
| українська | 90,95 %  |
| російська  | 4,74 %   |
| молдовська | 4,31 %   |